# ویلیام هنری بارتولومئو
ویلیام هنری بارتولومئو (انگلیسی: William Bartholomew; ۱۶ مارس ۱۸۷۷ – ۳۱ دسامبر ۱۹۶۲) فرد نظامی اهل بریتانیا بود. وی همچنین برندهٔ جوایزی همچون نشان حمام شده‌است.